# Wilhelm Spangenberg (Politiker)
Wilhelm Heinrich Spangenberg (* 16. Oktober 1819 in Hamburg; † 25. April 1892 in Hameln) war Landwirt und Mitglied des Deutschen Reichstags.

## Leben
Spangenberg war ein Sohn des Hamburger Arztes Georg August Spangenberg. Er besuchte das Gymnasium in Lübeck und das Carolinum Braunschweig. Er wurde Landwirt auf der Domäne Ohsen. Ab 1870 war er Mitglied des Landes-Ökonomie-Kollegs Berlin und ab 1858 Präsident des landwirtschaftlichen Vereins Hameln. Ab 1850 war er Mitglied des Zentralausschusses der Königlich Hannoverschen Landwirtschafts-Gesellschaft und Ehrenmitglied des Landwirtschaftlichen Vereins für Halberstadt.
Spangenberg war Mitarbeiter verschiedener landwirtschaftlicher Journale. 1876 behauptete er über die Fortpflanzung der Aale, diese Fische wickelten sich im Brackwasser zu Kugeln, schöben ihren Schleim durch stetes Reiben in deren Inneres, und „durch die Hülfe der Natur“ entstünden aus dieser Schleimmasse die Jungtiere.
Von 1870 bis 1892 war er Mitglied des Preußischen Abgeordnetenhauses und von Januar bis Mai 1877 war er Mitglied des Deutschen Reichstags für den Wahlkreis Regierungsbezirk Hannover 9 (Hameln) und die Freikonservative Partei. Zunächst wurde mit je 9019 Stimmen eine Ergebnisgleichheit des als liberal geltenden Spangenberg mit seinem antipreußischen und prowelfischen Konkurrenten Ernst Ludwig von Lenthe festgestellt, dann mit 9019 zu 9017 Stimmen zugunsten Spangenbergs entschieden. Die Wahl wurde jedoch nach der Feststellung von Unregelmäßigkeiten in mehreren Wahllokalen am 2. Mai 1877 kassiert. Die Nachwahl am 12. September 1877 verlor Spangenberg gegen Lenthe mit 5613 zu 6862 Stimmen.